# Olle Håkansson
Olof Artur "Olle" Håkansson (22. februar 1927 - 11. februar 2001) var en svensk fodboldspiller (midtbane), der vandt sølv med Sveriges landshold ved VM 1958 på hjemmbane. Han kom dog ikke på banen i nogen af svenskernes seks kampe i turneringen. I alt nåede han at spille syv landskampe.
På klubplan repræsenterede Håkansson IFK Norrköping, og vandt tre svenske mesterskaber med klubben.

## Titler
Allsvenskan
- 1952, 1956 og 1957 med IFK Norrköping